# Enrique Jurado Barrio
Enrique Jurado Barrio (15 de setembre de 1882 - 30 de març de 1965) va ser un militar espanyol que va lluitar en la guerra civil espanyola a favor de la II República Espanyola. Originari d'una familiar militar, havia participat en la guerra del Marroc, i per mèrits de guerra va ser ascendit malgrat la seva oposició a aquest tipus d'ascensos.
Durant la Guerra va tenir el comandament de diverses unitats militars, aconseguint tenint una important actuació en el Front del Centre durant les Batalles de Guadalajara i Brunete. En els últims temps del conflicte va estar al comandament de la Direcció General de Defensa Especial contra Aeronaus (DECA) i del Grup d'Exèrcits Oriental, el qual dirigirà en els seus últims moments durant la retirada de Catalunya. Una vegada que va passar a França es va negar a tornar a la Zona centre i va seguir a França fins que va partir a Sud-amèrica, acabant a l'Uruguai fins al final dels seus dies.

## Biografia

### Carrera militar
Descendent d'una família de llarga tradició familiar, Enrique Jurado és una figura sobre la qual sempre han faltat dades a causa de la falta del seu expedient militar avui dia. Va ingressar a l'Exèrcit en 1909, cursant els seus estudis en la Acadèmia d'Artilleria de Segòvia entre 1911 i 1913. Va ser destinat a Àfrica i va arribar a participar en la Guerra del Rif, i per mèrits de guerra va ser ascendit de capità a Comandant, malgrat la seva oposició a aquest tipus d'ascensos. Amb l'arribada de la Segona República, aquests ascensos van ser anul·lats, i Jurado va descendir a l'ús de capità per sol·licitud pròpia.

### Guerra Civil Espanyola
Al juliol de 1936 era comandant d'artilleria amb destinació a Ceuta, encara que la revolta el va sorprendre a Madrid. Es dirigeix al Regiment d'artilleria de Getafe, on va ser capturat pels revoltats de la base durant unes hores, però en condir el descoratjament entre ells, va aconseguir sortir del lloc on estava arrestat i va prendre el comandament del regiment. Va organitzar llavors un grup d'artilleria amb el qual va participar en la rendició de les casernes de Campamento, en la presa d'Alcalá de Henares (20 de juliol) i en la defensa del sector de Somosierra. El 13 d'agost de 1936 se'l nomena cap d'una columna miliciana que des d'Oropesa ha d'actuar enfront de l'Exèrcit d'Àfrica. El 25 d'agost avança i ocupa algunes poblacions al sud d'Oropesa. El 28 s'enfronta la seva columna a l'Exèrcit d'Àfrica i és derrotat, havent de retirar-se de la zona. El 3 de setembre de 1936 és nomenat cap del sector de Somosierra en substitució del general Carlos Bernal. El 25 d'octubre de 1936 és ascendit a tinent coronel. El 31 de desembre, en reorganitzar-se l'Exèrcit del Centre, les tropes sota el seu comandament passen a constituir la 1a Divisió, quedant Jurado com a cap i situant el seu lloc de comandament a Lozoyuela.
El 13 de març de 1937, davant l'atac dels italians feixistes del CTV cap a Guadalajara, Jurado és nomenat cap de l'acabat de crear IV Cos d'Exèrcit, que englobava a les forces republicanes que defensaven el front a la província de Guadalajara. Participa llavors en el contraatac republicà que derrota als italians. El 10 d'abril de 1937 cessa en aquest lloc per malaltia, sent substituït pel tinent coronel Arce. A la fi d'abril se'l nomena cap de la Operació Extremadura, pla consistent a tallar el territori revoltat a l'altura de Mèrida fins a aconseguir la frontera portuguesa, i amb el qual Largo Caballero estava molt il·lusionat. El pla es va retardar, tant per l'oposició de Miaja a cedir forces com per part dels assessors soviètics, que es neguen a cedir l'aviació per a executar el pla. La caiguda del govern de Largo Caballero i l'arribada de Negrín a la prefectura del Govern faran que es rebutgi totalment l'operació. El 28 de juny pren el comandament del XVIII Cos d'Exèrcit, amb el qual participa en la batalla de Brunete. L'11 de juliol, quan l'avanç republicà ja ha arribat al límit de les seves possibilitats, és substituït per malaltia pel tinent coronel Casado.

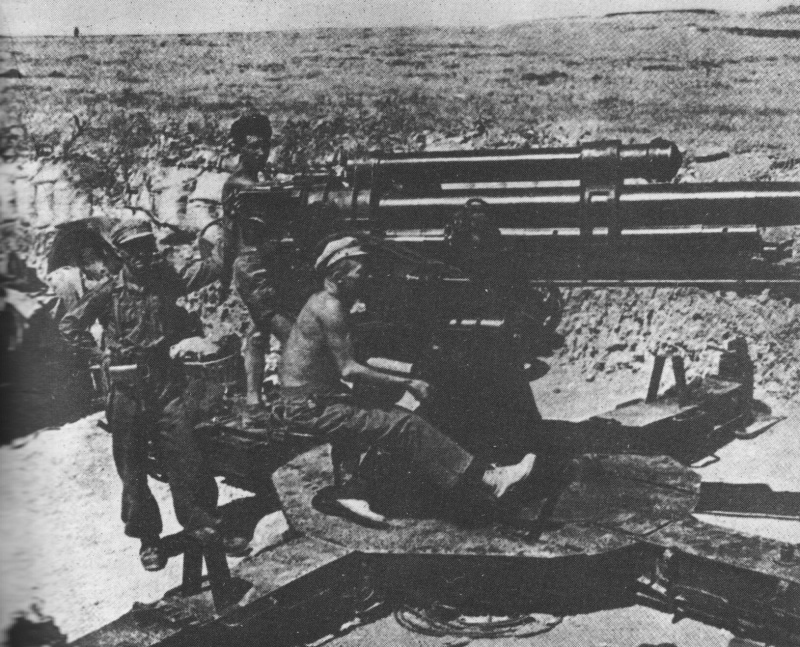
Artillers republicans manejant un canó antiaeri durant la batalla de l'Ebre. Per aquestes dates Jurado ja era el responsable de la defensa antiarèria republicana.

El seu següent lloc durant entre 1937 i 1939 serà el de cap de la Direcció General de Defensa Especial contra Aeronaus (DECA), comandament on ascendirà a coronel (22 d'abril de 1938) i general (16 d'agost de 1938). Sota el seu comandament la DECA aconsegueix la seva maduresa en tota la guerra, en tant que és el moment en què major nombre de peces antiaèries aconsegueix reunir i l'organització de les quals va aconseguir un major nivell. El 27 de gener de 1939, en plena derrota republicana a Catalunya, i amb Barcelona ja ocupada pels rebels, substitueix al general Juan Hernández Saravia al capdavant del Grup d'Exèrcits de la Regió Oriental (GERO). Però en aquestes condicions no podrà organitzar cap mena de defensa amb l'exèrcit republicà en retirada, per la qual cosa es limita a evacuar de la manera més ordenada a les tropes republicanes. Amb la caiguda de tota Catalunya ha de passar a França al febrer de 1939, on romandrà el que queda de guerra i negant-se a tornar a la zona centre en considerar la guerra irremissiblement perduda.

### Exili
Una vegada que hagi finalitzat la contesa s'exiliarà en diferents països, passant a França (1939), Argentina (1940) i finalment Uruguai, on va arribar al desembre de 1943. Allí aviat va trobar treball com a Cap del Servei de Cadastre i Cartografia de Montevideo, dirigint equips cadastrals governamentals. En els seus últims anys de vida va estar organitzant les seves memòries, però el 30 de març de 1965 va morir a Montevideo; Posteriorment, les seves restes van ser traslladades a Madrid.